# Kung Fury
Kung Fury is een Engelstalige komedie- en parodiefilm uit Zweden, die geïnspireerd is op politiefilms en films over “martial arts” uit de jaren 80. David Sandberg is de hoofdschrijver, regisseur en speelt de protagonist. De film is gefinancierd met behulp van crowdfunding van december 2013 tot januari 2014 via Kickstarter. De opbrengst was 630.019 Amerikaanse dollars gegeven door 17.173 donateurs. De korte film debuteerde op het Filmfestival van Cannes in 2015 en op YouTube op 28 mei 2015. In oktober 2023 was de film ruim 39 miljoen keer bekeken op YouTube.

## Verhaal
In 1985 wist de politieagent Kung Fury uit Miami een doorgedraaide arcademachine te verslaan. Dit leidde tot grote schade in de stad en Kung Fury kwam daarom in conflict met de politiechef. De politiechef wilde dat Kung Fury een partneragent kreeg, namelijk Triceracop, maar Kung Fury weigerde en nam ontslag.
Uit een flashback bleek dat Kung Fury een eerdere partner had verloren. In de vroege jaren 80 arresteerden hij en zijn toenmalige partner Dragon een rode ninja in een achterstraatje in Miami. De rode ninja wist zich los te maken uit de handboeien en sneed Dragon door midden met zijn zwaard. Direct daarna werd Kung Fury geraakt door een bliksemschicht en werd tegelijkertijd gebeten door een giftige cobra. Door deze samenloop van omstandigheden verkreeg Kung Fury zijn speciale krachten en kennis van de speciale Kungfutechniek die bekend staat als Kung Fury. Hierna noemde de detective zichzelf Kung Fury.
Nadat Kung Fury ontslag had genomen werd het politiekantoor gebeld door Adolf Hitler die via een mobiele telefoon een slachtpartij aanrichtte op het politiekantoor. Kung Fury wist met de hulp van Hackerman de bron van het telefoontje te achterhalen. Hieruit bleek dat Hitler de beller was. Kung Fury legde aan Hackerman uit dat Adolf Hitler een Kungfumeester was die het doel had om Kung Fury te vermoorden om zijn krachten over te nemen. Met behulp van de computervaardigheden van Hackerman werd de tijd gehackt zodat Kung Fury kon tijdreizen naar Nazi-Duitsland. De tijdreis ging niet als gepland, zodat Kung Fury terecht kwam in de Vikingtijdperk. Via de vrouwelijke Vikingen Barbarianna en Katana nam Kung Fury contact op met de Noorse god Thor die hem hielp om naar nazi-Duitsland te komen.
In nazi-Duitsland vocht Kung Fury met de nazi’s, maar hij werd doodgeschoten door Hitler. Hierna kwamen Thor, Hackerman, Triceracop, Barbarianna, Katana en een tyrannosaurus naar nazi-Duitsland om Kung Fury te helpen. Hackerman wist Kung Fury weer tot leven te wekken. Kung Fury versloeg Hitler, waarna Thor met zijn hamer Hitler en diens rijksadelaarrobot verpletterde.
Terug in 1985 in Miami vecht Kung Fury met de arcademachine, maar merkt na het verslaan van de robot een hakenkruis op de arcademachine. Tegelijkertijd komt Hitler en zijn rijksadelaar via een tijdmachine naar 1985 met het doel om wraak te nemen op Kung Fury.

## Rolverdeling
- David Sandberg als Kung Fury
- Jorma Taccone als Adolf Hitler, bijgenaamd "Kung Führer"
- Steven Chew als Dragon
- Leopold Nilsson als Hackerman
- Andreas Cahling as Thor
- Erik Hornqvist als Triceracop
- Per-Henrik Arvidius als de politiechef
- Eleni Young als Barbarianna
- Eos Karlsson als de rode ninja
- David Hasselhoff als Hoff 9000 (stem)

## Productie en ontvangst
In december 2013 bracht Sandberg een trailer uit en begon een crowdfundingscampagne om het benodigde geld te halen. Bij een bedrag hoger dan 200.000 dollar zou er een korte film worden gemaakt die gratis op het internet te zien is. Bij een bedrag hoger dan een miljoen dollar zou een langspeelfilm worden gemaakt. In totaal werd er 630.019 dollar opgehaald. Wegens het beperkte budget filmde Sandberg het overgrote deel van de film in zijn kantoor in Umeå en gebruikte digitale effecten om de straten van Miami na te bootsen.
Het overgrote deel van de soundtrack is geproduceerd door Mitch Murder en Lost Years. David Hasselhoff is de zanger van het nummer True Survivor. Deze videoclip is in 2023 ruim 50 miljoen keer bekeken op videoplatform YouTube.
Op het Mexico City International Contemporary Film Festival won Kung Fury de prijs voor beste film. Bij de 51ste Guldbagge Awards won Kung Fury de prijs voor de beste korte film. Ook was de film genomineerd voor beste korte film bij het Filmfestival van Cannes, maar won de prijs niet.

## Vervolg
Sandberg is bezig met een langspeelfilm over Kung Fury. Deze film zal geen beelden van de oorspronkelijke film bevatten, maar zal wel afspelen in hetzelfde universum. De film is vanwege juridische kwesties meerdere keren uitgesteld en wordt in november 2023 verwacht.